# Тихоняк, Василий Иванович
Василий Иванович Тихоняк (1914 — 29.03.1977) — командир расчёта 278-го гвардейского истребительно-противотанкового артиллерийского полка (4-я гвардейская истребительно-противотанковая артиллерийская бригада, 5-я ударная армия, 1-й Белорусский фронт) гвардии старшина, участник Великой Отечественной войны, кавалер ордена Славы трёх степеней.

## Биография
Родился  в 1914 году в селе Гёлтосу (ныне коммуны Циганка Кантемировского района Молдавия) в семье крестьянина. Украинец. Образование начальное. Работал в своём хозяйстве на селе. Накануне войны жил и работал в Винницкой области Украины.
В мае 1941 года был призван в Красную Армию Винницким . Участник Великой Отечественной войны с первых дней. С боями отступал на восток, до Волги. Участвовал в Сталинградской битве.
К началу 1943 года старший сержант Тихоняк сражался в рядах 1180-го противотанкового артиллерийского полка, командовал расчётом орудия. Участвовал в ликвидации окружённой под Сталинградом гитлеровской группировки в составе 57-й армии Донского фронта.
19 января 1943 года в бою за станцию Садовая пятью выстрелами подавил крупнокалиберное орудии и две пулемётные точки. В результате пехота с минимальными потерями заняла восточную часть станции Садовая, откуда и началось освобождение Сталинграда. 23 января в районе Нижняя Ельшанка точным выстрелом уничтожил крупнокалиберный пулемёт. За эти бои получил первую боевую награду - орден Отечественной войны 2-й степени.
В апреле 1943 года полк был включён во вновь сформированную 13-ю отдельную истребительно-противотанковую артиллерийскую бригаду. К началу Курской битвы бригада входила в противотанковый резерв Центрального фронта. 1180-й полк первым вступил в бой с противником 5 июля на стыке 48-й и 13-й армий. В дальнейшем бригада в полном составе во взаимодействии с войсками 13-й армии отражала танковые атаки противника в районе Поныри.
В этих боях с 7 по 10 июля старший сержант Тихоняк со своим расчётом, отбивая атаки танков и пехоты противника, сжёг 2 и подбил 2 танка,  уничтожил до 2-х взводов гитлеровцев. Награждён орденом Красной Звезды. В 1943 году вступил в ВКП(б)/КПСС.
В августе 1943 года  бригада была преобразована в 4-ю гвардейскую отдельную истребительно-противотанковую артиллерийскую бригаду РВГК, а полк, в котором воевал старший сержант Тихоняк, стал 278-м гвардейским.
В дальнейшем бригада участвовала в Орловской наступательной операции и освобождении Левобережной Украины, форсировании реки Днепр и в Гомельско-Речицкой наступательной операции. В последующем вела бои местного значения на территории Гомельской области Белоруссии.
23-25 февраля 1944 года при форсировании реки Друть гвардии старшина Тихоняк выкатил орудия на западный берег и при стрельбе прямой наводкой уничтожил 6 огневых точек противника, мешавших продвижению подразделений 250-й стрелковой дивизии. За этот бой награждён орденом Красной Звезды.
Летом 1944 года в составе своего полка гвардии старшина Тихоняк участвовал в Люблин-Брестской наступательной операции, прорыве обороны противника западнее города Ковель и преследовании немецко-фашистских войск до реки Висла и форсировании водной преграды.
За отличие в этих боях гвардии старшина Тихоняк был представлен к награждению орденом Славы 3-й степени, но представление так и не было реализовано, сведения сохранились только в следующих наградных листах.
В Варшавско-Познанской наступательной операции в январе-феврале 1945 года бригада вела успешные боевые действия в составе 69-й, с 21 января 47-й армий 1-го Белорусского фронта.
14 января 1945 года при прорыве обороны противника в районе населённого пункта Коханув (юго-западнее города Пулава, Польша) гвардии старшина Тихоняк находился в боевых порядках стрелковых подразделений и поддерживал огнём их наступление. Ворвавшись на высоту и схода развернув орудие в 200 метрах от позиций противника точным огнём из орудия вывел из строя 2 пулемётные точки, 2 повозки и до 35 вражеских солдат. Был представлен к награждению орденом Славы 2-й степени (в наградном листе стоял отметка о представлении к ордену Славы 3-й степени).
18 февраля 1945 года в бою за населённый пункт Делитц (13 км западнее города Арнсвальде, ныне Хощно, Польша) гвардии старшина Тихоняк прямой наводкой разбил огневые точки, находящиеся в каменных домах. Находясь без прикрытия пехоты его расчёт отразил две контратаки противника. Всего в этих боях уничтожил 6 пулемётов, 75-мм орудие, 2 снайперских гнезда, свыше 30 вражеских автоматчиков. Своими действиями способствовал удержанию занимаемого рубежа. Был представлен к награждению орденом Красного Знамени, командующим артиллерии 61-й армии награда была понижена до ордена Славы 3-й степени.
Приказом по войскам 1-го Белорусского фронта от 8 марта 1945 года (№ 493) гвардии старшина Тихоняк Василий Иванович награждён орденом Славы 2-й степени.
Награждение был произведено с нарушение статута ордена. Только через месяц был подписан приказ о награждении орденом, который должен был быть вручён раньше.
Приказом по войскам 1-го Белорусского фронта от 7 апреля 1945 года (№ 178/н) гвардии старшина Тихоняк Василий Иванович награждён орденом Славы 3-й степени.
В середине марта бригада была передана в 5-ю ударную армию, в составе которой вела бои на кюстринском плацдарме и участвовала в Берлинской наступательной операции.
16 – 19 апреля 1945 года в наступательных боях на левом берегу реки Одер в районе населённых пунктов Гольцов, Гузов, Вульков (западнее города Киц, Германия) гвардии старшина Тихоняк пять раз выдвигал орудие на прямую наводку. Вместе с бойцами расчёта с открытой позиции разрушил 3 вражеских дзота, подавил 4 пулемётные точки, миномёт, истребил свыше 10 солдат, чем содействовал продвижению нашей пехоты.
Указом Президиума Верховного Совета СССР от 31 мая 1945 года гвардии старшина Тихоняк Василий Иванович награждён орденом Славы 1-й степени. Стал полным кавалером ордена Славы.
В 1946 году был демобилизован. Вернулся на родину в село Гёлтосу Кантемирского района Молдавия, трудился в совхозе. Умер 29 марта 1977 года.

## Награды
- Орден Отечественной войны II степени (03.02.1943)[3];
- Орден Красной Звезды (26.07.1943)[4];
- Орден Красной Звезды (02.03.1944)[5];
- Полный кавалер ордена Славы:
  - орден Славы I степени (31.05.1945)[6];
  - орден Славы II степени (08.03.1945)[7];
  - орден Славы III степени (07.04.1945)[8];
- медали, в том числе:
  - «За оборону Сталинграда» (1.5.1944)[9]
  - «За взятие Берлина» (9.5.1945)[10]
  - «За победу над Германией в Великой Отечественной войне 1941—1945 гг.» (9 мая 1945[11])[12]
  - «20 лет Победы в Великой Отечественной войне 1941—1945 гг.» (7 мая 1965[13])
  - «30 лет Победы в Великой Отечественной войне 1941—1945 гг.»[14]
  - «50 лет Вооружённых Сил СССР» (26 декабря 1967[15])
- Знак «25 лет победы в Великой Отечественной войне» (1970)

## Память
- На могиле установлен надгробный памятник
- Его имя увековечено в Главном Храме Вооружённых сил России, и навсегда запечатлено на мемориале «Дорога памяти»